# Sukhoi Su-15
El Sukhoi Su-15 (en ruso: Сухой Су-15; designación OTAN: Flagon) fue un interceptor bimotor desarrollado por la Unión Soviética en la década de 1960 para reemplazar al Su-11.

## Desarrollo

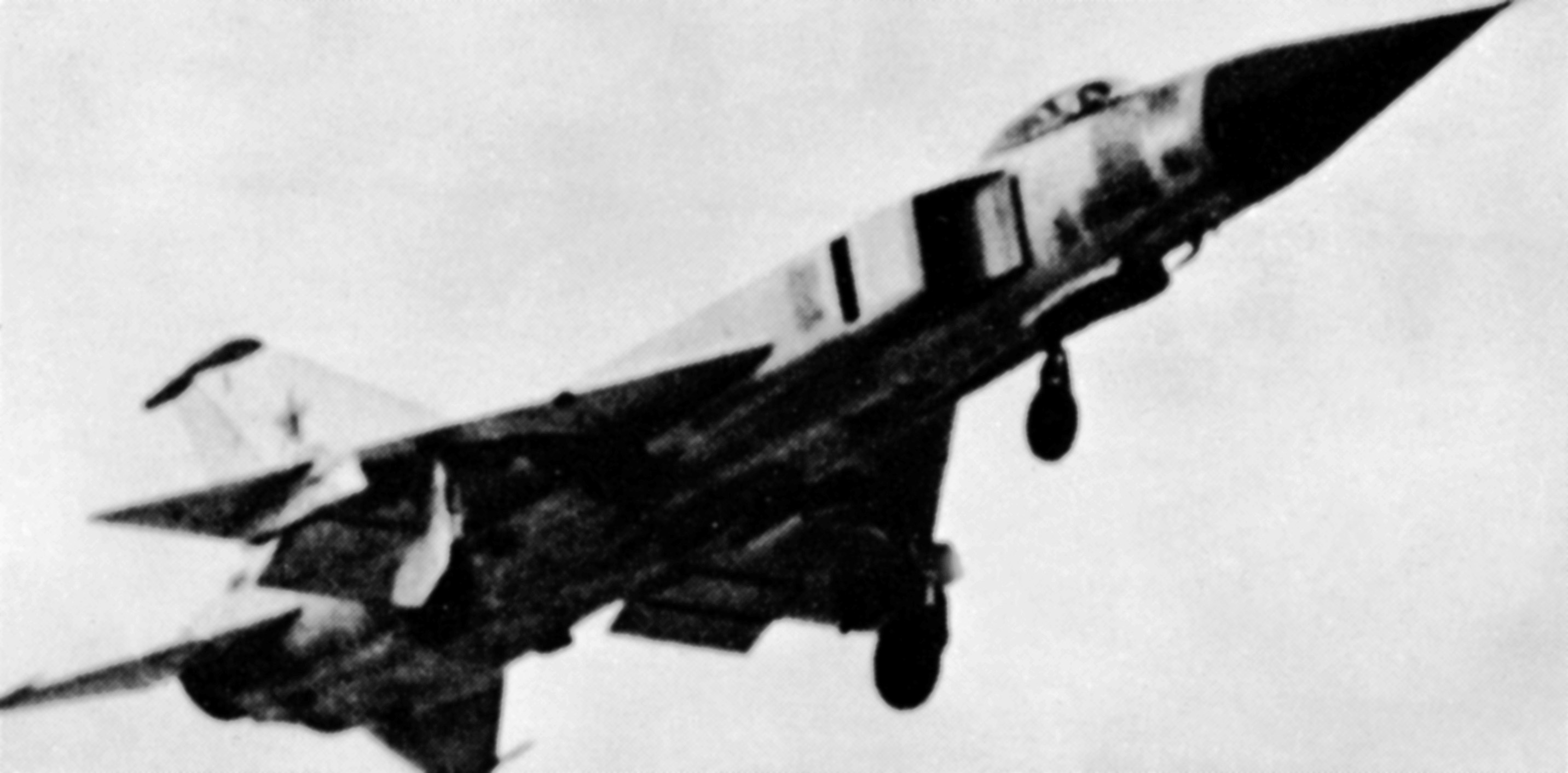
Su-15 'Flagon A' fotografiado en enero de 1977.

Reconociendo las limitaciones de los anteriores Su-9 y Su-11, el OKB Sukhoi comenzó rápidamente a desarrollar un avión revisado y mejorado. Se creó una variedad de aeronaves, incluyendo el T-49, que compartía el fuselaje del Su-9 (incluyendo su único motor), pero utilizaba entradas de aire laterales para dejar espacio en el morro para el radar Oriol-D, y el T-5, que era esencialmente un Su-11 muy modificado, con un fuselaje más ancho en la parte trasera que llevaba dos motores Tumansky R-11.
Estos llevaron al T-58, que combinaba los dos motores con una versión modificada del morro del T-49, pero las entradas de aire se situaban más hacia atrás, detrás de la cabina. El T-58 voló por primera vez el 30 de mayo de 1962. Entró en servicio de pruebas, como Su-15, el 5 de agosto de 1963, pero su entrada en servicio se retrasó debido a la ambivalencia del gobierno soviético sobre el valor de los interceptores tripulados frente a los misiles tierra-aire, característicos de la época de Nikita Jruschov. No obstante, fue finalmente aceptado por la Defensa Antiaérea Soviética (PVO), con el primer Su-15F (código OTAN, Flagon-A) entrando en servicio en 1967.
Aunque se fabricaron en grandes cantidades, el Su-15 no fue exportado a países del Pacto de Varsovia. Sin embargo, ciertas cantidades pertenecen a las fuerzas aéreas georgianas y ucranianas tras la disolución de la Unión Soviética. En Rusia, los Su-15 han sido retirados paulatinamente en 1993 a favor de modelos más avanzandos como el Su-27 y el MiG-31.

## Diseño

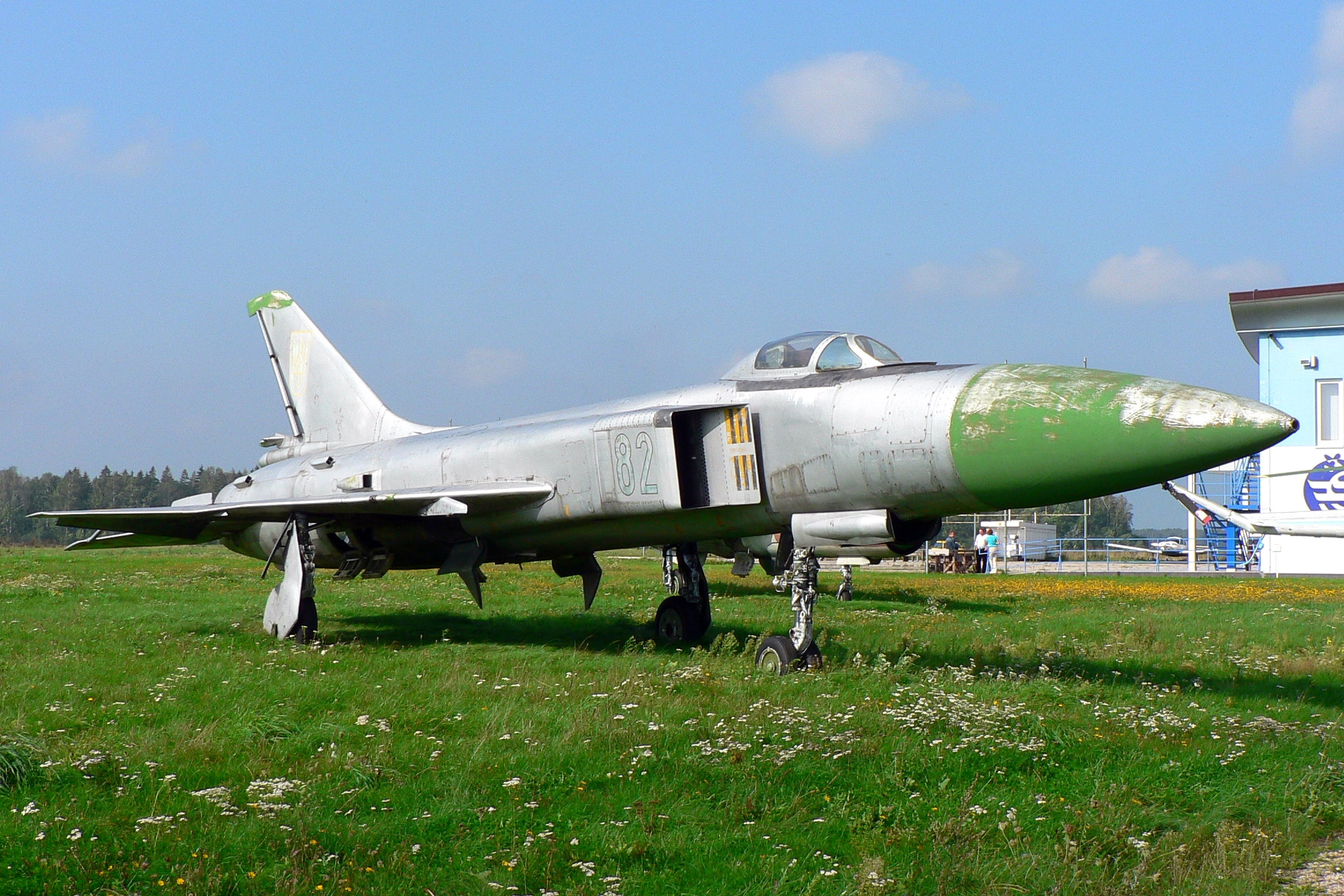
Sukhoi Su-15.

Aunque muchos componentes del Su-15 fueron similares o idénticos a los del Su-9 y Su-11, incluyendos los característicos frenos aéreos en la parte trasera del fuselaje, el Su-15 abandonó la entrada de aire frontal por entradas laterales que alimentaba a los dos turborreactores, originalmente los Tumansky R-11F. El cambio permitía más espacio en el morro para un radar más potente, inicialmente el Oriol-D.
Los primeros Su-15F tenían alas en delta como su predecesor, pero fueron reemplazadas en el Su-15MF (designación OTAN, Flagon-D) por una forma alar de doble delta de envergadura mayor, con una aleta encauzadora por encima de cada sujeción alar.
Como el Lockheed F-104 Starfighter, el Su-15 tenía una buena velocidad máxima y ascensional. Las velocidades de despegue y aterrizaje eran relativamente altas y los controles de vuelo eran sensibles y precisos. A pesar de su potente radar, el Su-15 como la mayoría de los interceptores soviéticos antes de finales de los años 1980, dependían mucho del control en tierra, que dirigía a los aviones a sus blancos por estaciones terrestres de radar.
El armamento principal del avión fue el misil aire-aire R-8 (código OTAN AA-3 Anab). Las primeras versiones podían llevar dos misiles, pero el Flagon-D y versiones posteriores podía ser equipado con cuatro. Estos misiles estaban disponibles en versiones de guía infrarroja y de radar semiactivo, y era habitual que los aviones llevasen un par de cada tipo para aumentar sus posibilidades de impacto.
Los modelos Flagon-F podían llevar, además del R-8, uno o dos pares de misiles de corto alcance R-60 (AA-8 Aphid). Para reemplazar el R-8, también se podía equipar al avión con misiles R-23 (AA-7 Apex) que utilizaba el MiG-23. Los últimos modelos del Su-15 podían llevar a veces un par de contenedores con ametralladoras UPK-23-250 de 23 mm en las sujeciones del fuselaje, que contenía cada uno un cañón bitubo Gryazev-Shipunov GSh-23, similar a los utilizados en el MiG-21 y MiG-23.

## Variantes

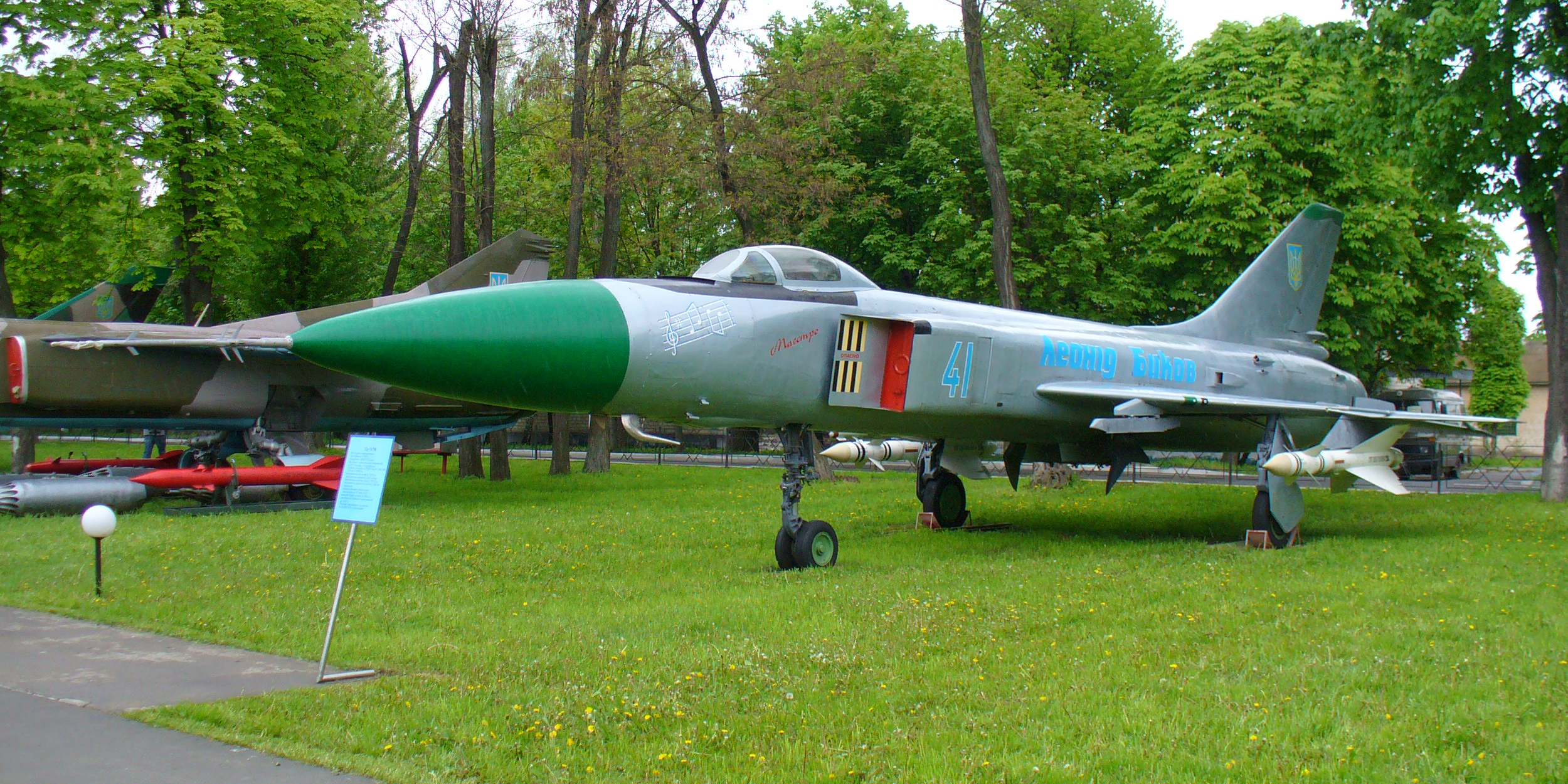
Un Su-15TM conservado en el museo de la Fuerza Aérea Ucraniana en Vínnitsa.

Los primeros modelos Su-15F y Su-15MF fueron sustituidos en 1970 por el Su-15T (Flagon-T), que incluía un radomo en forma de ojiva que alojaba el nuevo radar Taifun, un depósito de combustible adicional y un tren de aterrizaje más resistente para despegues con más peso. También se le añadió dos sujeciones laterales en el fuselaje para depósitos eyectables o de armas.
El nuevo radar no era fiable, y en 1973, se detuvo la producción de Su-15T a favor del Su-15TM (también conocido posiblemente como Su-21), con un nuevo radar Taifun-M.
Otras variantesl de Su-15 son:
- T-58VD (Flagon-D): un prototipo con tres propulsores Kolesov en el centro del fuselaje para poder realizar maniobras de despeque y aterrizaje cortos (STOL). No fue fabricado en masa.
- Su-15U y Su-15UT (Flagon-C): aviones biplazas de entrenamiento con capacidad de combate basados en el Su-15F y Su-15T, respectivamente, con un asiento trasero para el instructor que reemplazaba un tanque de combustible del fuselaje. Tanto el Su-15U como el Su-15UT recibieron el código OTAN de Flagon-C.
- Su-15UM o Su-21U (Flagon-G): versión de entrenamiento del Su-15TM.

Algunos informes señalan que el Su-15TM fue también designado como Su-21 y el Su-15UM como Su-21U, aunque no está completamente claro que esto fuese correcto.

## Operadores
Ucrania
- Fuerza Aérea Ucraniana

 Unión Soviética
- Defensa Antiaérea Soviética

## Historia operacional

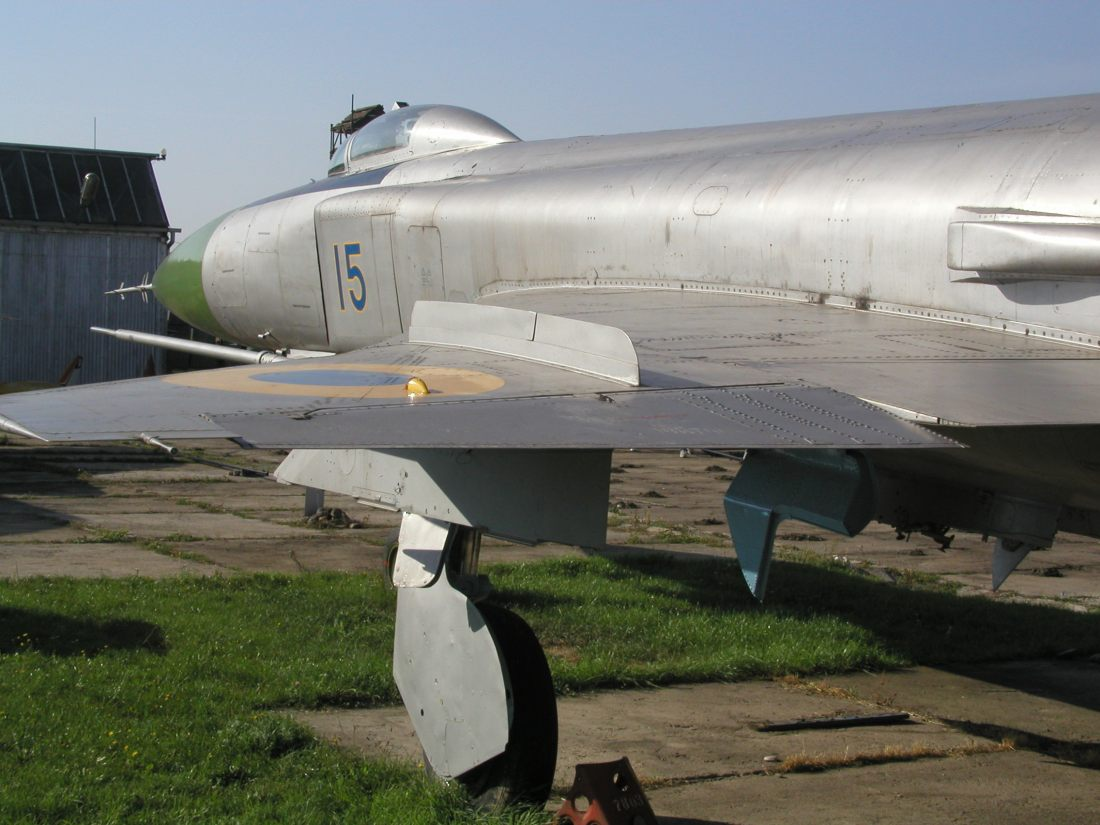
Ex caza ucraniano Sukhoi Su-15TM (en el Museo de Aviación de Kosice, Eslovaquia).

Siendo uno de los principales interceptores de la PVO, el Su-15 tuvo varios incidentes con aviones extranjeros. Uno de esos fue el ataque al Vuelo 902 de Korean Air en 1978 sobre Múrmansk. Aunque el Boeing 707 sobrevivió al impacto del misil, se estrelló consecuentemente con el resultado de dos muertos. En 1981, un Su-15 con base en Bakú tuvo un choque controlado con un Canadair CL44 de Transporte Aéreo Rioplatense cuando este avión que transportaba armas desde Israel a Irán, sobrevolaba territorio soviético, los 3 tripulantes argentinos y un tratante de armas suizo murieron 
El incidente más notorio ocurrió el 1 de septiembre de 1983 cuando el Vuelo 007 de Korean Air, un Boeing 747-230B (c/n 20559/186) registrado como HL7442, sobrevoló el territorio de la URSS sobre Kamchatka. El Boeing-747 fue derribado sobre el mar al oeste de la isla Sajalin por el Su-15TM "Rojo 17" pilotado por el teniente coronel Genadiy Osipovich del 41.er Regimiento de Cazas de la VVS (Fuerza Aérea de la URSS), utilizando 1 misil R-98MR (guiado por radar), que impactó en el fuselaje y 1 misil R-98MT que destruyó un motor y ala del Boeing 747, acabando con la vida de sus 246 pasajeros y los 23 tripulantes. Una de las posibles causas fue el hecho de que un RC 135, un avión espía de los Estados Unidos de América, volaba llevando una trayectoria paralela a la del KAL 007, pudiendo haber confundido a los radares soviéticos.
El mando de la VVS ordenó el derribo debido a que había sospechas de que la aeronave estaba realizando espionaje. Durante la exposición posterior al derribo, más la reproducción de una cinta de la interceptación de las comunicaciones soviéticas, quedó confirmado que el avión soviético no efectuó todos los procedimientos de interceptación requeridos legalmente por la OACI, a la vez que el piloto surcoreano no vio ninguno de ellos; debido a que en ese momento el piloto tomó la decisión de elevarse mil metros, pasando de 10.000 a 11.000 metros. Esa elevación hizo que las balas trazadoras se perdiesen por debajo de la línea visual de los pilotos del KAL 007.

## Especificaciones (Su-15TM)
Referencia datos: Wilson.

### Características generales
- Tripulación: 1 (piloto)
- Longitud: 19,56 m
- Envergadura: 9,34 m
- Altura: 4,84 m
- Superficie alar: 36,6 m²
- Peso vacío: 10 874 kg
- Peso cargado: 17 194 kg
- Planta motriz: 2× turborreactores Tumansky R-13-300.
  - Empuje normal: 40,2 kN (4100 kgf; 9040 lbf) de empuje cada uno.
  - Empuje con postquemador: 70 kN (7138 kgf; 15 737 lbf) de empuje cada uno.

### Rendimiento
- Velocidad máxima operativa (Vno): 2230 km/h (1386 MPH; 1204 kt) (Mach 2,1) armado con misiles y sin tanques externos, Mach 2,5 sin armamento.
- Alcance en combate: 1380 km
- Alcance en ferry: 725 km
- Techo de vuelo: 18 100 m (59 383 ft)
- Régimen de ascenso: 228 m/s (44 881 ft/min)

### Armamento
- Puntos de anclaje: 6 pilones (4 subalares y 2 bajo el fuselaje) para cargar una combinación de:    
  - Misiles: 

    - 2x misiles aire-aire de medio alcance R-98M (AA-3 "Anab"), normalmente uno guiado por radar y otro por infrarrojos, en los pilones subalares externos
    - 2x o 4x misiles aire-aire de corto alcance R-60 (AA-8 "Aphid") en los pilones subalares internos

  - Otros: 

    - 2x contenedores de cañones opcionales UPK-23-250 de 23 mm en los pilones del fuselaje
    - Tanques de combustible externos

### Aviónica
- Radar Taifun-M
  - Alcance de detección: 70 km (blancos gran altitud) - 15 km (blancos a baja altitud)
  - Alcance de disparo: 45 km (blancos gran altitud) - 10 km (blancos a baja altitud)
  - Alcance angular: +30°/-10° en vertical y +/- 70° en horizontal

### Desarrollos relacionados
- Sukhoi Su-9
- Sukhoi Su-11

### Aeronaves similares
- McDonnell Douglas F-4 Phantom II
- Convair F-106 Delta Dart
- Convair F-102 Delta Dagger
- Mikoyan-Gurevich MiG-23
- Mikoyan-Gurevich MiG-25
- Shenyang J-8
- Yakovlev Yak-28
- Avro Canada CF-105 Arrow